# 6065 Chesneau
6065 Chesneau eller 1987 OC är en asteroid i huvudbältet som upptäcktes den 27 juli 1987 av de båda amerikanska astronomerna Eleanor F. Helin och R. Scott Dunbar vid Palomar-observatoriet. Den är uppkallad efter den franske astronomen Olivier Chesneau.
Asteroiden har en diameter på ungefär 5 kilometer och den tillhör asteroidgruppen Phocaea.